# Grzegorz Polaczyk
Grzegorz Polaczyk est un kayakiste polonais pratiquant le slalom né le 2 juillet 1985 à Nowy Sącz.

## Palmarès

### Jeux olympiques
- 2004 à Athènes,  Grèce
  - 7e place en K1

### Championnats du monde de canoë-kayak slalom
- 2013 à Prague,  République tchèque
  -  Médaille d'argent en K-1 par équipe
- 2006 à Prague,  République tchèque
  -  Médaille de bronze en K-1 par équipe

### Championnats d'Europe de canoë-kayak slalom
- 2013 à Cracovie  Pologne
  -  Médaille de bronze en K-1 par équipe

- 2010 à Čunovo  Slovaquie
  -  Médaille d'or en K-1 par équipe

- 2008 à Cracovie  Pologne
  -  Médaille d'or en K-1 par équipe

- 2006 à l'Argentière  France
  -  Médaille d'argent en K-1 par équipe